# 勒米伊维尔坎
勒米伊维尔坎（法語：Remilly-Wirquin，法語發音：[ʁəmiji viʁkɛ̃]）是法国上法蘭西大區加来海峡省的一个市镇，属于圣奥梅尔区。

## 地理
勒米伊维尔坎（50°40'7"N, 2°10'1"E）面积5.23 平方千米，位于法国上法蘭西大區加来海峡省，该省份为法国北部沿海省份，西北濒北海，南至索姆省，东临北部省。
与勒米伊维尔坎接壤的市镇（或旧市镇、城区）包括：埃凯尔德、克莱蒂、阿利讷、乌沃维尔坎、皮昂、阿河畔瓦夫朗。
勒米伊维尔坎的时区为UTC+01:00、UTC+02:00（夏令时）。

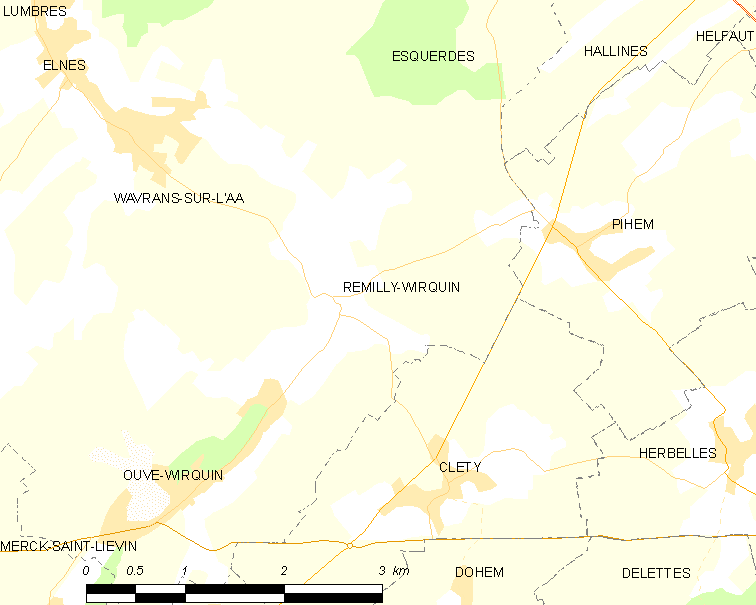
勒米伊维尔坎的OSM定位图

## 行政
勒米伊维尔坎的邮政编码为62380，INSEE市镇编码为62702。

## 政治
勒米伊维尔坎所属的省级选区为兰布尔县。

## 人口

1962-2008年间勒米伊维尔坎人口变化图示

勒米伊维尔坎于2022年1月1日时的人口数量为360人。